# Galeazzo Muralto
Galeazzo Muralto (* im 15. Jahrhundert, erstmals erwähnt 1491 in Muralto; † 1557 in Locarno) war ein Schweizer Adliger, Chorherr, Geistlicher und Erzpriester.

## Leben
Giovanni Galeazzo Muralto war Sohn des Battista und dessen Ehefrau Jacobina de Bossis. Er war der letzte von drei Brüdern und noch minderjährig, als sein Vater im Jahr 1491 starb. Er wurde 1505 zum Kanoniker von San Vittore in Muralto ernannt und 1512 zum ersten Mal als Presbyter genannt. 
Nachdem ihn die Chorherrn und Korporationen Locarnos zum Erzpriester gewählt hatten, wurde er am 30. Juni 1528 von Papst Clemens VII. in den Besitz des Erzpriestertums erhoben. Als aktiver Gegner der Verbreitung der Reformation im Kanton Tessin nahm er am 5. August 1549 am theologischen Religionsgespräch von Locarno teil, an dem auf reformierter Seite  Giovanni Beccaria, Taddeo Duno und Lodovico Ronco vertreten waren.